# La Madeleine-Bouvet
La Madeleine-Bouvet és un municipi francès situat al departament de l'Orne i a la regió de Normandia. L'any 2007 tenia 388 habitants.

## Demografia

### Població
El 2007 la població de fet de La Madeleine-Bouvet era de 388 persones. Hi havia 170 famílies de les quals 45 eren unipersonals (11 homes vivint sols i 34 dones vivint soles), 72 parelles sense fills, 49 parelles amb fills i 4 famílies monoparentals amb fills.
La població ha evolucionat segons el següent gràfic:
Habitants censats

### Habitatges
El 2007 hi havia 277 habitatges, 174 eren l'habitatge principal de la família, 71 eren segones residències i 31 estaven desocupats. Tots els 254 habitatges eren cases. Dels 174 habitatges principals, 143 estaven ocupats pels seus propietaris, 28 estaven llogats i ocupats pels llogaters i 3 estaven cedits a títol gratuït; 1 tenia una cambra, 23 en tenien dues, 37 en tenien tres, 61 en tenien quatre i 53 en tenien cinc o més. 148 habitatges disposaven pel capbaix d'una plaça de pàrquing. A 81 habitatges hi havia un automòbil i a 81 n'hi havia dos o més.

### Piràmide de població
La piràmide de població per edats i sexe el 2009 era:
| Homes | Edats   | Dones |
| ----- | ------- | ----- |
| 0     | 95 o +  | 0     |
| 0     | 90 a 94 | 0     |
| 0     | 85 a 89 | 4     |
| 4     | 80 a 84 | 4     |
| 16    | 75 a 79 | 8     |
| 8     | 70 a 74 | 12    |
| 24    | 65 a 69 | 20    |
| 4     | 60 a 64 | 8     |
| 4     | 55 a 59 | 4     |
| 12    | 50 a 54 | 12    |
| 20    | 45 a 49 | 4     |
| 16    | 40 a 44 | 12    |
| 4     | 35 a 39 | 8     |
| 12    | 30 a 34 | 16    |
| 8     | 25 a 29 | 4     |
| 16    | 20 a 24 | 4     |
| 8     | 15 a 19 | 16    |
| 12    | 10 a 14 | 24    |
| 8     | 5 a 9   | 20    |
| 4     | 0 a 4   | 8     |

## Economia
El 2007 la població en edat de treballar era de 240 persones, 184 eren actives i 56 eren inactives. De les 184 persones actives 169 estaven ocupades (91 homes i 78 dones) i 15 estaven aturades (5 homes i 10 dones). De les 56 persones inactives 26 estaven jubilades, 11 estaven estudiant i 19 estaven classificades com a «altres inactius».

### Ingressos
El 2009 a La Madeleine-Bouvet hi havia 174 unitats fiscals que integraven 401 persones, la mediana anual d'ingressos fiscals per persona era de 18.420 €.

### Activitats econòmiques
Dels 18 establiments que hi havia el 2007, 2 eren d'empreses alimentàries, 1 d'una empresa de fabricació d'altres productes industrials, 3 d'empreses de construcció, 3 d'empreses de comerç i reparació d'automòbils, 1 d'una empresa d'hostatgeria i restauració, 1 d'una empresa d'informació i comunicació, 3 d'empreses de serveis i 4 d'entitats de l'administració pública.
Dels 4 establiments de servei als particulars que hi havia el 2009, 1 era un paleta, 1 fusteria, 1 lampisteria i 1 restaurant.
L'únic establiment comercial que hi havia el 2009 era una fleca.
L'any 2000 a La Madeleine-Bouvet hi havia 9 explotacions agrícoles que ocupaven un total de 505 hectàrees.

## Poblacions properes
El següent diagrama mostra les poblacions més properes.